# مولاي إدريس ميموني
مولاي إدريس ميموني هو باحث علمي مغربي في مجال العلوم الإنسانية وخاصة علوم اللغة العربية والخطاب الشرعي، وأستاذ جامعي من مواليد الرشيدية.

## سيرة ذاتية
ولد مولاي إدريس ميموني في الأول من يناير 1966م بمدينة الرشيدية في المغرب، وحصل على شهادة البكالوريا بالرشيدية في دورة مايو 1986م. والإجازة في الآداب، شعبة اللغة العربية وآدابها، تخصص لسانيات دورة مايو 1990م بكلية الآداب والعلوم الإنسانية، في مكناس. وشهادة الدراسات المعمقة، تخصص لسانيات، اختيار علوم اللغة العربية بجامعة محمد الخامس في كلية الآداب بالرباط. ودبلوم الدراسات العليا، تخصص لسانيات، اختيار علوم اللغة العربية، في موضوع «وظيفة القول الأصول في النظرية اللغوية العربية» بجامعة محمد الخامس في كلية الآداب والعلوم الإنسانية بالرباط.
عمل مولاي إدريس ميموني أستاذاً لعلوم اللغة العربية واللسانيات، بكلية الآداب والعلوم الإنسانية ببني ملال، وأستاذاً زائراً في جامعة الحسن الأول بسطات في المغرب. وهو عضو في الجمعية المغربية للأساتذة الباحثين، وعضو في المنتدى الوطني للتعليم العالي والبحث العلمي.

## البحوث العلمية
أجرى العديد من البحوث العلمية، من بينها:
- «اللغة العربية نموذج تكون اللغات السامية وتطورها لأندريه رومان» (ترجمة وتقديم).
- «وظيفة القول الأصولي في النظرية اللغوية العربية» (بحث لنيل دبلوم الدراسات العليا).
- «علم أصول الفقه بين الأصول الكلامية والمبادئ اللغوية» (نشر بمجلة كلية الآداب والعلوم الإنسانية، بني ملال، التابعة لجامعة القاضي عياض، العدد السادس، 2003م). كما نشر أيضا بمجلة الواحة التي تصدرها نيابة التعليم بالرشيدية، العدد الأول، يناير 2004م، نشر كذلك في شبكة المعلومات بمنتدى اللسانيات.
- «مستلزمات الإبلاغ اللغوي عند الأصوليين ومقصدية اللغة العربية»، نشر بمجلة الواحة الصادرة عن نيابة التعليم بالرشيدية، العدد الثاني، في يونيو 2004م. ونشر أيضا بمجلة كلية الآداب والعلوم الإنسانية، بني ملال، التابعة لجامعة القاضي عياض، العدد السابع، 2006م.
- «المصطلحات اللغوية المعرفة في كتاب (شرح كتاب سيبويه للسيرافي)»، مساهمة ضمن مشروع إنجاز المعجم التاريخي للمصطلحات المعرفة الذي يشرف على إنجازه معهد الدراسات المصطلحية بكلية الآداب، ظهر المهراز، بفاس في المغرب.
- «أثر منهج المحدثين في العلوم اللغوية».
- «البعد اللغوي لظاهرة العولمة».
- «تأملات في تاريخ النحو العربي»، ينشر ضمن العدد الثامن، في 2007م، لمجلة كلية الآداب والعلوم الإنسانية ببني ملال، في المغرب.
- «النحو العربي بين الإعمال والإهمال».
- «قضايا الدلالة في اللغة العربية بين الأصوليين واللغويين».[4]